# Laxeiro

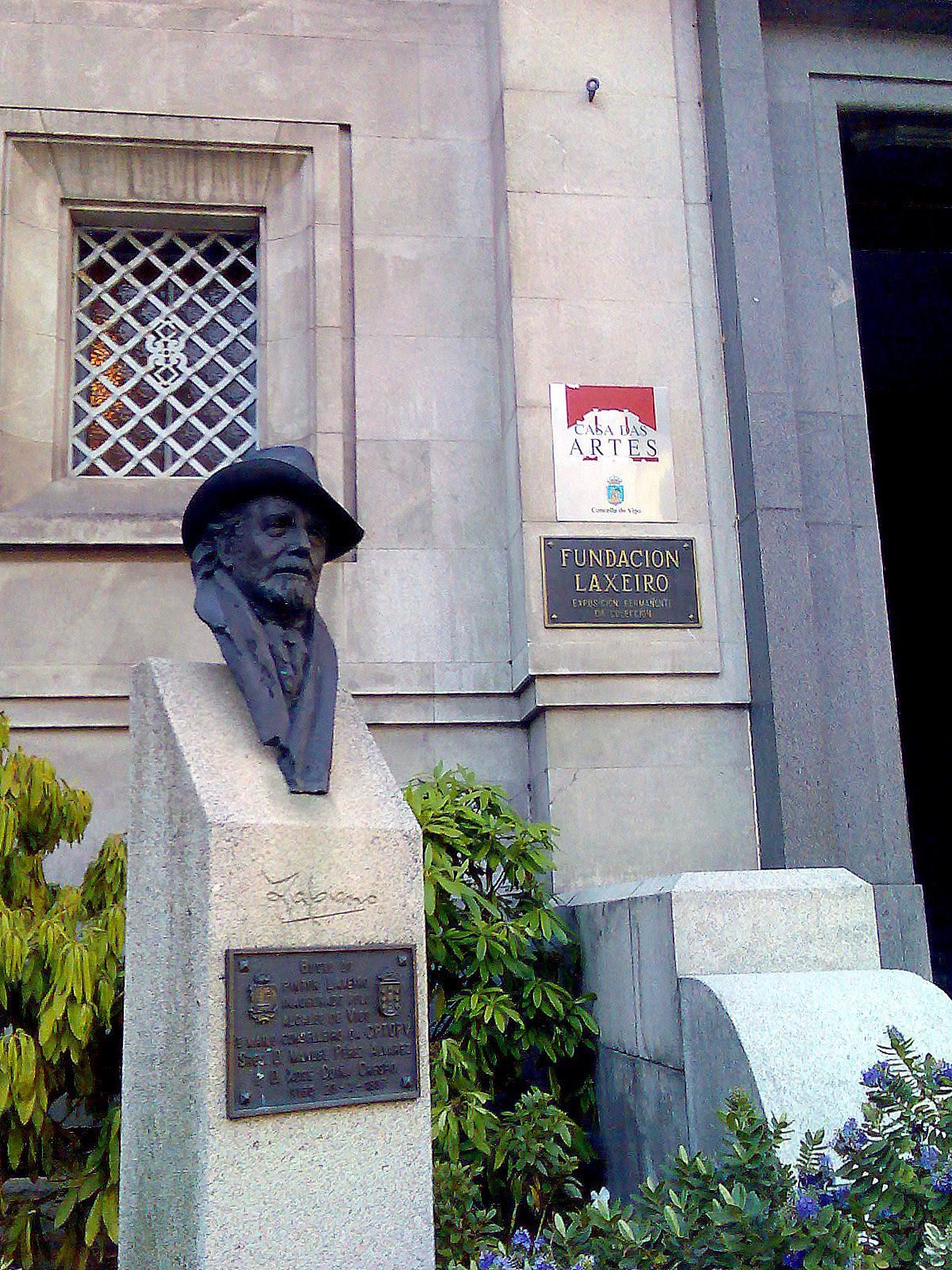
Monument devant l'édifice de la fondation "Laxeiro".

José Otero Abeledo, connu sous son nom d’artiste Laxeiro, est un peintre de Galice (Espagne) né dans la paroisse de Donramiro de la commune de Lalín, le 23 février 1908 et mort à Vigo le 21 juillet 1996.
Laxeiro est l’un des peintres de la génération du renouveau de la peinture galicienne des années 1920 (Os Novos) avec Manuel Colmeiro, Carlos Maside, Luis Seoane, Arturo Souto, Amando Suarez Couto etc., génération qui fait évoluer la peinture galicienne sous l’influence des différentes avant-gardes du XXe siècle.